# Modische Linie
Modische Linie. Fachzeitschrift für Maßkleidung und Hüte erschien von 1962 bis 1990 in der DDR.

## Inhalt
Die modische Linie wurde zuerst für den Herbst/Winter 1962/1963 herausgegeben, wahrscheinlich von der Zuschneideschule der „Pankower Modeschöpfer“ in Ostberlin. Ab 1965 erschien sie im Fachbuchverlag Leipzig.
1968 wurde der Titel in Modische Linie geändert und die Redaktion der Zeitschrift Schneiderhandwerk aus Leipzig mit eingegliedert.
In der Modischen Linie wurden Modelle für Maßkleidung und Hüte für Damen und Herren vorgestellt, mit Schnittmusterbögen. Es gab die Ausgaben A ohne Beilagen, B mit jährlichen Beilagen für das Schneiderhandwerk und C mit jährlichen Beilagen für die Hutbranche.

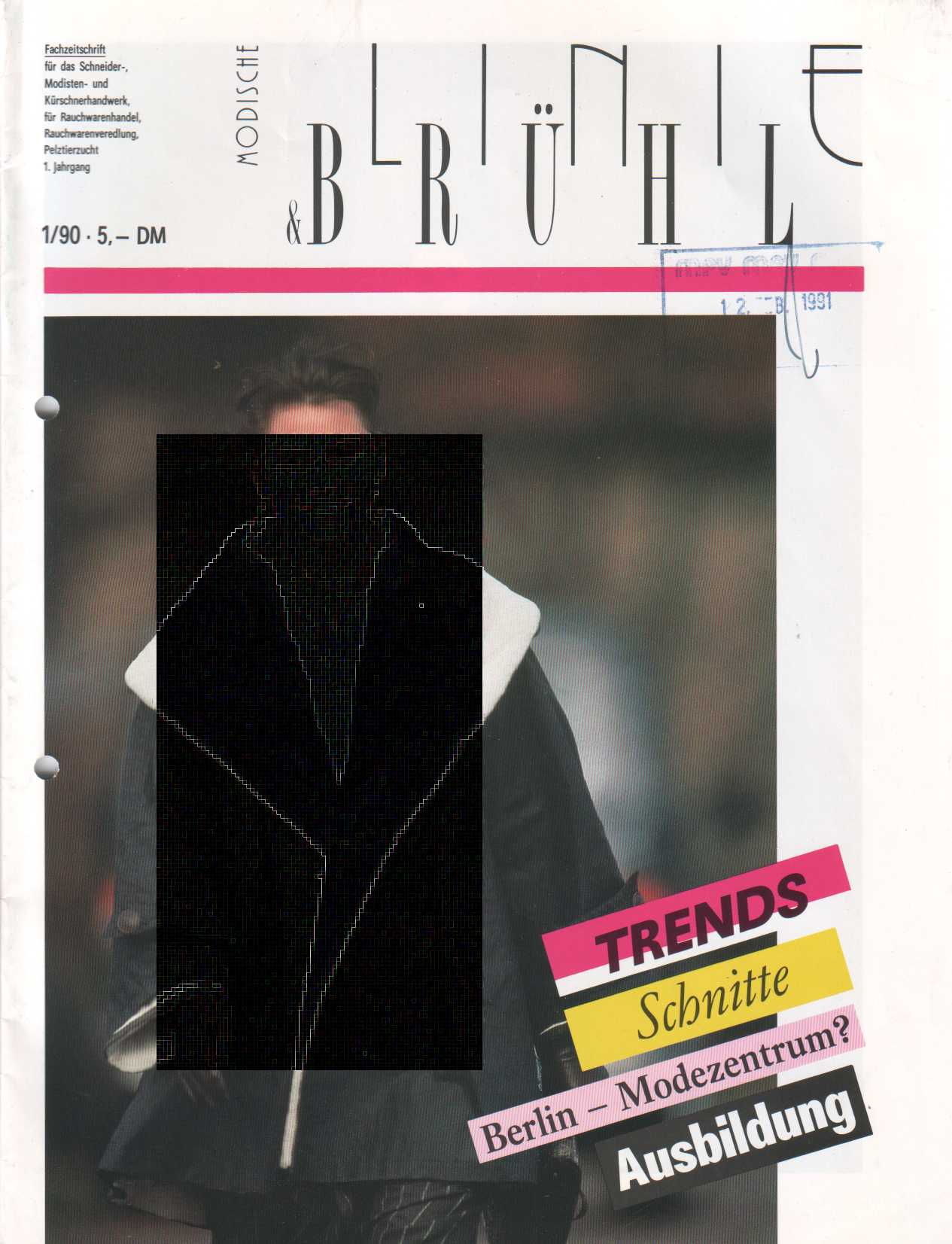
„Modische Linie & Brühl“, 1/1990

Ab 1990 erschien die neue Zeitschrift Modische Linie & Brühl, nach der Zusammenlegung mit der Zeitschrift Brühl. 1991 wurde diese einer Münchener Modezeitschrift eingegliedert.